# Darieżan Omirbajew
Darieżan Karażanowicz Omirbajew, ros. Дарежан Каражанович Омирбаев (ur. 15 marca 1958 w Ojyku) – kazachski reżyser i scenarzysta filmowy. Jeden z czołowych twórców współczesnego kina artystycznego w Kazachstanie.

## Życiorys
Urodził się w wiosce Ojyk w obwodzie żambylskim na południu Kazachstanu. Po ukończeniu studiów matematycznych w 1983 przeniósł się do Rosji, gdzie studiował reżyserię na moskiewskim WGIKu. Przez kilka lat zajmował się krytyką filmową w czasopiśmie „Nowy Film”.
Autor dziewięciu filmów: sześciu pełnometrażowych fabuł oraz trzech krótkich metraży. Większość jego twórczości zawiera wątki autobiograficzne. Debiutancka fabuła Kajrat (1992) przyniosła mu Srebrnego Lamparta na MFF w Locarno. Kolejny obraz, Kardiogram (1995), startował w konkursie głównym na 52. MFF w Wenecji.
Największy sukces odniósł kryminałem Zabójca (1998), inspirowanym nowelą Fałszywy kupon Lwa Tołstoja. Obraz zdobył pierwszą w historii nagrodę główną w sekcji „Un Certain Regard” na 51. MFF w Cannes. 
W twórczości Omirbajewa jest wiele odniesień do klasycznej literatury rosyjskiej - Szuga (2007) to przeniesiona w realia współczesnej Ałma-Aty adaptacja tołstojowskiej Anny Kareniny, a Student (2012) jest przeróbką Zbrodni i kary Dostojewskiego.